# Российская пропаганда

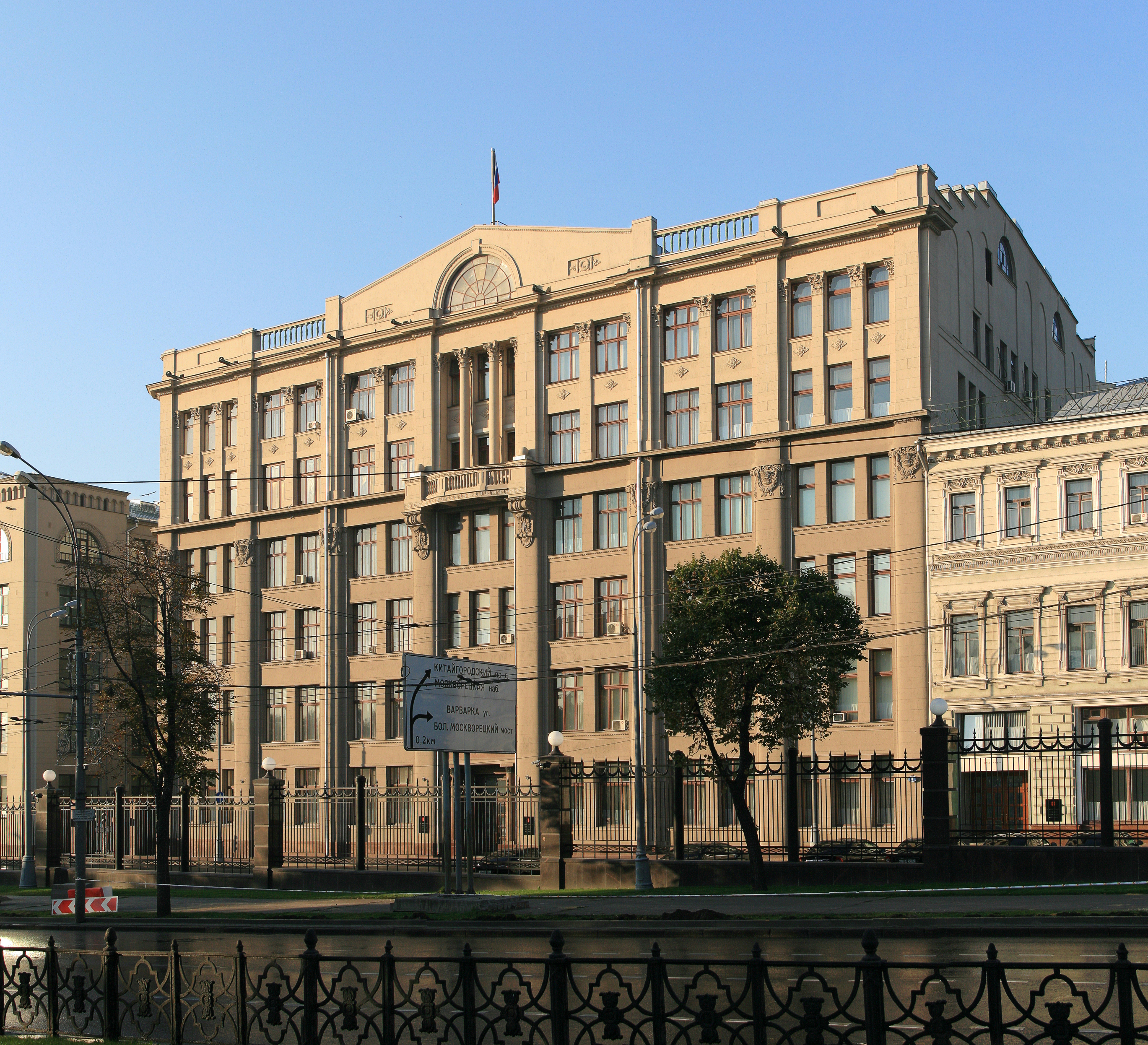
Здание администрации президента России, из которой осуществляется координация пропаганды

Росси́йская пропага́нда (также распространены вариации кремлёвская пропага́нда, пу́тинская пропага́нда) — государственная система внедрения в стране определённой идеологии с целью поддержания существующего режима. Одна из основных тем российской государственной пропаганды XXI века — представление президента Владимира Путина сильным руководителем и «избранником», вокруг которого сплотился народ. Несмотря на рост протестных настроений и ухудшение экономической ситуации, широкий охват пропагандистских каналов обеспечивает режиму возможность внедрения этих образов в общественное мнение. Кроме того, инструменты «мягкой силы» позволяют обосновать экспансию против соседних стран и давление на противников режима.
Для этих целей государство контролирует федеральные телеканалы и крупные печатные издания. В 2014 году государственные СМИ являлись основным источником информации для 60—70 % населения России. После массовой ликвидации независимых СМИ в 2022 году в ходе российского вторжения на Украину в России была фактически введена военная цензура, которая жёстко пресекала любые попытки распространения антивоенной или антипутинской позиции.
Одной из ключевых тем российской пропаганды является представление Запада и НАТО как постоянных врагов и агрессоров. Государственные и провластные СМИ регулярно подчёркивают роль России как миротворца в российско-украинском конфликте и освободителя населения Восточной Украины от неонацистского режима, установившегося после победы Евромайдана. На 2021 год государственные телеканалы продолжали оставаться основным инструментом российской пропаганды и главным источником информации для более чем 60 % российского населения, в основном представленного пожилыми людьми и сельскими жителями. В период войны большинство населения имело доступ только к информации, распространяемой властями. 24 февраля 2022 года Роскомнадзор потребовал от журналистов использовать только информацию из «официальных российских источников». В 2022 году российская пропаганда пыталась представить Украину как неонацистское государство, распространяя утверждения о широком присутствии неонацистов и фашистов в стране и поддержке кризиса со стороны США.

## Пропаганда при Борисе Ельцине
С распадом СССР и ухудшением экономической ситуации в 1990-е годы государственная пропаганда исчезла из российских медиа. Тем не менее, президент Борис Ельцин упоминает в своих воспоминаниях о пропагандистской кампании во время выборов 1991 года. Позднее назначенный новым президентом страны на пост главы ВГТРК Егор Яковлев заявлял, что «политики и пропаганда, уже новая наша многопартийность сотворяют с народом опять что-то недостойное». К президентским выборам 1996 года агитация в СМИ резко увеличилась, и, предположительно, сильно сказалась на результатах голосования. Редактор антикоммунистической газеты «Не дай Бог!», организованной с подачи Яковлева, отметил: «Мы прекрасно понимали, что это не журналистика, а пропаганда. Но мы делали её искренне».
Политологи отмечают, что практики «топорной» пропаганды, отработанные во второй половине 1990-х годов, перекочевали в медиа путинской эпохи.

## Пропаганда при Владимире Путине
С приходом к власти Владимира Путина в 1999—2000 годах государственные структуры начали ставить под контроль телеканалы и печатные СМИ. Одной из первых целей новой администрации стало вытеснение олигархов, управляющих независимыми телеканалами, передача их бизнеса в государственную собственность, установление цензуры. Например, в 2001 году был захвачен телеканал НТВ, в 2002 и 2003 годах — ликвидированы каналы ТВ-6 и ТВС. В течение десятилетия большинство станций оказались под прямым или косвенным контролем российских властей. Основной целью властей стали СМИ с большим охватом аудитории, что позволило быстро выстроить систему телевещания в интересах действующей власти. Например, ВГТРК и ОРТ перешли под контроль государственных структур, НТВ — под руководство «Газпром-медиа»; РЕН ТВ — «Национальной Медиа Группы» под предводительством друга президента Юрия Ковальчука. Вскоре оформились такие пропагандистские ресурсы, как «Россия-24» и «ТВ Центр».
В целом зона охвата государственных СМИ составляла в 2014 году 60-70 % населения России. К ним относились информационное агентство ТАСС и крупные печатные СМИ, такие как «Комсомольская правда», «Аргументы и факты», «Известия». Они на протяжении многих лет демонстрируют исключительную лояльность действующей власти и освещают её деятельность в позитивном ключе. Региональные издания часто зависят от бюджетных ассигнований и тоже транслируют провластную позицию. Российская пропаганда активно использует особенности структуры медиапотребления: с одной стороны, основной опорой остаётся телевидение, которое, по данным опроса 2021 года, остается важным источником информации для 62 % граждан России (89 % респондентов в конце 2021 года утверждали, что смотрят телевизор хотя бы раз в две недели). Однако помимо телевидения российская пропаганда имеет большую сеть социальных сетей, в том числе сообщества в «Одноклассниках» и «ВКонтакте», каналы Telegram, видеохостинги и даже такие платформы, как TikTok. Распространение одной и той же информации в этих сервисах наряду с традиционными СМИ добавляет убедительности и достоверности пропаганде.
Так как чиновники фокусируются на федеральных СМИ, сравнительно небольшие либеральные издания продолжали свободно существовать вплоть до 2022 года. К примеру «Эхо Москвы» обслуживало в 2014 году аудиторию всего в 2,9 млн человек против, например, НТВ с 16 млн. Это позволяло чиновникам долгие годы заявлять о свободе слова в стране. Но если по отношению к главе «Эха» Алексею Венедиктову представители власти испытывали определённое уважение, то другие редакторы подвергались жёсткому давлению. Так как зависимый от режима крупный бизнес контролировал бо́льшую часть независимых изданий, постепенно из таких изданий выгоняли неподдерживающих действующую власть редакторов. Например, когда контролирующий акционер издательского дома «Коммерсантъ» Алишер Усманов выразил недовольство освещением нового антидемократического закона о митингах, свой пост покинул директор компании Демьян Кудрявцев.
Государственная пропаганда присутствует и в Интернете — она реализуется как через правительственные сайты, так и через «армию» блогеров, финансируемую государством. Кроме того, агитационную функцию в России выполняют институты, не относящиеся к журналистике. Например, одним из пропагандистских механизмов политологи и журналисты называют Общественную палату. «Новая газета» публиковала в 2012 году досье администрации президента на членов палаты со списком рычагов воздействия на каждого из них.
Затяжное правление Путина и вертикальная структура власти стали возможны в том числе именно благодаря пропаганде: провластные журналисты и телеведущие защищают режим от обвинений в авторитаризме, используя такие концепты, как «суверенная демократия». Эта концепция приравнивалась в их речах к обязательному условию для устойчивого развития, экономического процветания, справедливого миропорядка. Официально президент и его близкое окружение не поддерживали термин, но Владимир Путин говорил о сходном: «Россия сама будет определять темпы, сроки и условия движения к демократии».
Другой функцией российской пропаганды стало сплочение многонационального, поликонфессионального общества вокруг единой национальной идеи. Ей стало противостояние «Западу», одним из проявлений которого стал российско-украинский конфликт. Из-за этого ряд исследователей характеризует российскую агитацию как информационную войну.
Важная характеристика пропаганды в России — её открытость. Сами политики и общественные деятели неоднократно подчёркивали отсутствие честной журналистики в стране. Например, в 2013 году замминистра связи Алексей Волин уверял студентов МГУ, что «надо учить студентов тому, что они пойдут работать на дядю, и дядя будет говорить им, что писать». Гендиректор интернет-издания Lifenews Арам Габрелянов открыто подчёркивал, что «как издатель имеет право навязывать свою точку зрения». Политик Владислав Сурков называл избыток свободы «смертельным» для государства. Патриарх Московский и всея Руси Алексий II считал необходимым, чтобы «деятельность СМИ соответствовала национальным интересам России».
Общий тон материалов пропаганды определяют еженедельные встречи Администрации президента с руководителями ключевых каналов, а также с помощью «темников» — списков тем с инструкциями по их освещению. Поскольку управлять тысячами работников СМИ вручную невозможно, генеральная линия строится на импровизации, не исключая и рядовых журналистов, действующих исходя из собственного понимания политической линии Кремля.
Подставные сайты
По сообщению The New York Times, российские власти используют набор фальшивых новостных сайтов, ориентированных на американскую аудиторию, среди которых: D.C. Weekly, the New York News Daily, the Chicago Chronicle и the Miami Chronicle. Как отмечает издание, названия сайтов предполагают местное расположение, что не соответствует действительности. На самом деле, как утверждают эксперты, эти сайты созданы в 2024 году Российской Федерацией таким образом, чтобы, имитируя американские новостные организации, распространять российскую пропаганду впереме́шку с местными новостями о преступности, политике и культуре.

### Потребительская пропаганда (2000—2008)
В первые два срока Владимира Путина пропаганда была направлена на борьбу с терроризмом и «собирание земель». Основными посылами госмедиа в этот период стали «путинская вертикаль власти», «двукратное повышение ВВП», «стабильность» и «суверенная демократия». Первая часть 2000-х годов ознаменовалась созданием и «раскруткой» специальных сайтов, через которые пропагандистская работа ведётся и по настоящее время:
- официальные представительства (официальный сайт Президента РФ Kremlin.ru, официальный сайт «Единой России» Edinros.ru и прочие);
- новостные сайты и порталы (Strana.ru, Vz.ru, Rian.ru, Regnum.ru и прочие);
- сайты экспертного характера (Russ.ru, Kremlin.org, Liberty.ru, Media-cratia.ru и прочие);
- сайты «особого назначения» (vladimirvladimirovich.ru)[35].

Для «раскрутки» сайтов на них размещалась эксклюзивная информация. Так, например, доклад кремлёвского пропагандиста и идеолога Владислава Суркова «Суверенитет — это политический синоним конкурентоспособности» был впервые опубликован на официальном сайте партии «Единая Россия». Статья президента Дмитрия Медведева «Вперёд, Россия!», давшая старт дискуссии, на основании которой президент РФ составлял своё послание Федеральному собранию в 2009 году, появилась на сайте интернет-ресурса «Газета.ru».
В 2005 году было создано книжное издательство «Европа», специализирующееся на выпуске политической литературы и выполняющее прямые пропагандистские установки Кремля. За короткое время «Европа» заняла лидирующие позиции на рынке в своей нише, а продукция этого издательства появилась практически в каждом книжном магазине крупных мегаполисов.

Пропаганда этого периода не только дезинформировала, но также внедряла в обиход термины и образы, не относящиеся к реальному положению вещей. Например, бывший политтехнолог предвыборных кампаний Глеб Павловский вспоминал, как создал идею «путинского большинства» и «безальтернативности Путина». 
Мы изобрели это. И вдруг действительно не было альтернативы.
Образы, которые пропагандисты использовали для большей части населения страны, упрощались. В основном агитаторы приравнивали образ Путина к экономическим улучшениям: «Путин — сильный президент» или «Путин навёл порядок в стране». Последующие экономические и политические концепты, разработанные и вброшенные пропагандистами, истекают из «вертикали власти» («Двукратное увеличение ВВП», «Стратегия-2020», «суверенная демократия» и другие).
Как отмечает кандидат политических наук Александр Белоусов, пропаганда осуществлялась и осуществляется в основном с помощью каналов информации и схем, разработанных на Западе — российские пропагандисты «не придумали здесь своих ноу-хау и большей частью копируют западный опыт». Белоусов считает, что российским пропагандистам стоит уделять больше внимания разработке собственных каналов воздействия на население.
С началом экономического кризиса 2008 года так называемая потребительская пропаганда стала невозможна. И хотя опросы Левада-Центра в конце 2008 года показывали негативное отношение к положению страны, пиарщики продолжали создавать видимость массового одобрения режима. Постепенно нарратив сменился, и когда президентский пост занял Дмитрий Медведев, основной темой стали «перезагрузка» и инновации. Одновременно в дезинформации, которую распространяют провластные каналы, начал прослеживаться антиамериканский и «антизападный» оттенок. Европейский образ жизни и ценности начали противопоставлять российским, создавая разделение в сознании людей.

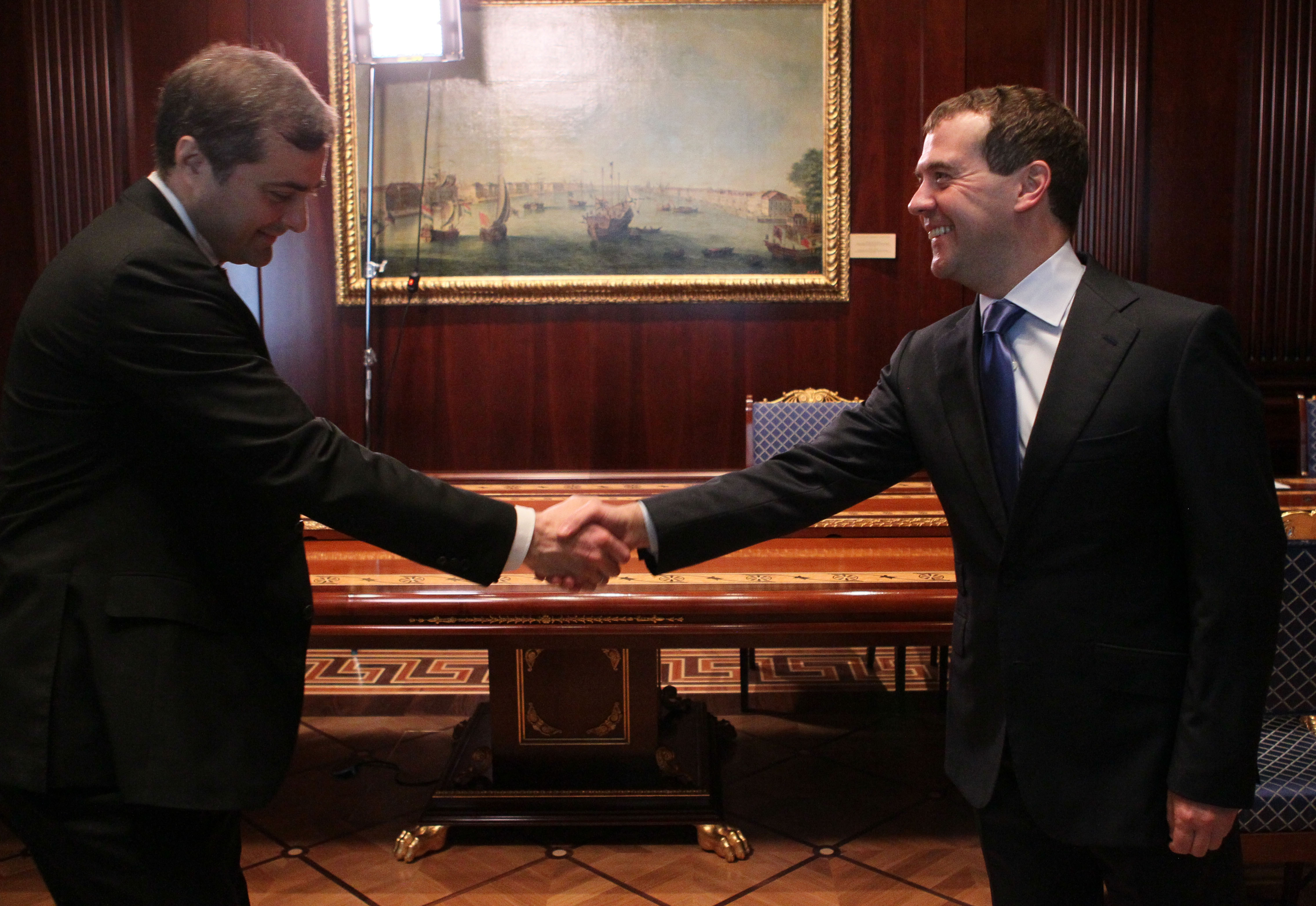
Владислав Сурков и Дмитрий Медведев, июнь 2012

Параллельно развивались институты пропаганды: если в первую половину 2000-х годов в стране фактически не существовало единого центра принятия решений и государственные органы действовали несогласованно, то в 2012 году в структуре Администрации президента создали специальное Управление по общественным проектам. Официально подразделение было создано «в целях укрепления духовно-нравственных основ российского общества». И вскоре политтехнолог президента, Владислав Сурков, еженедельно проводил встречи с руководителями основных телеканалов страны. Именно при нём, по данным журнала Foreign Policy, российская агитация стала основным источником информации для большинства населения и охватила зарубежные ресурсы.
Тем не менее массовые протесты против нечестных выборов, организованные зимой 2011 года через социальные сети и при фактической поддержке ряда онлайн-СМИ, продемонстрировали слабую эффективность российской пропаганды. И вскоре статус ответственного за дезинформацию в Кремле перешёл к Вячеславу Володину, который сделал ставку на системное манипулирование общественным мнением через инструменты новых медиа.

### Пропаганда 2012—2022 годов
С 2012 года режим Владимира Путина становится всё более агрессивным по отношению к оппозиции и последовательно усиливает контроль над информационным пространством. В 2014 году политолог Игорь Яковенко называл пропаганду необходимой для поддержания путинского строя: 
Если прежние авторитарные режимы состояли из трёх частей насилия и одной части пропаганды, то этот режим практически полностью состоит из пропаганды.
 Веру российских политиков в эффективность дезинформации связывают с убеждениями их советских предшественников. Но если в Советском Союзе агитаторы упирали на правдоподобность сообщений, то в путинской России ей уделяют мало внимания. И в новостных передачах границы между фактами и вымыслом часто размыты. В них выступают явные актёры, а при разоблачении постановка выдаётся за развлечение для зрителей или естественное явление. Например, показанные в прямом эфире программы «Полный контакт» кадры, снятые якобы в Нагорном Карабахе в разгар боевых действий, на самом деле оказались частью видеоигры 2013 года. Распознавшим фейк зрителям телеведущий Владимир Соловьёв заявил, что не видит смысла извиняться.
Одна из целей такого подхода отвлечение зрителя и удержание его «на крючке». В результате массовая аудитория слабо доверяет сообщениям СМИ из-за их абсурдности или неавторитетности. И во второй половине 2010-х годов в интернете появился ряд общественных проектов, разоблачающие фейковые новости. Для расширения своей аудитории и обновления имиджа агитаторы начали активные кампании в социальных сетях. В 2018 году была разработана digital-стратегия, которая предусматривала распространение государственных инвестиций на рекламу через ресурсы Mail.Ru Group, а также создание региональных каналов в сети Telegram. В Instagram посты с подвластными хештегами и комментариями в разные годы публиковали такие популярные блогеры, как Ольга Бузова, Айза Анохина, Рената Литвинова, Ксения Бородина, телеведущая Ирена Понарошку, актриса Анна Хилькевич. Шаблонный текст и неправдоподобность таких публикаций часто вызывали негативную реакцию. Особенно заметна была акция в поддержку мэра Москвы Сергея Собянина перед выборами 2018 года, когда политика открыто поддержали, например, Елена Летучая, Оскар Кучера, Иосиф Пригожин, Дмитрий Маликов, Лариса Гузеева. Посты «как похорошела Москва» скоро превратились в мем, когда люди начали делиться реальным положением дел в городе. Несмотря на эффективность кампании, власти продолжали инвестировать в имидж. Только по официальным данным, расходы московской мэрии на СМИ за 2011—2018 годы увеличились более чем вдвое (до более 14 млрд рублей). Московские власти использовали систему бюджетных субсидий для размещения заказных постов в соцсетях и СМИ. Известно, что месячный охват одного из подрядчиков, компании «Теомедиа», составлял более 6,9 млн человек.
Внутренние ограничения платформ не помогали снизить распространение дезинформации и агитации в Рунете. Например, когда YouTube ограничил видео Владимира Соловьёва, удалив его программу из трендов, телеведущий пожаловался в Роскомнадзор. Ведомство потребовало от Google снять ограничения.
Помимо восхваления чиновников, пропагандисты очерняют оппозиционных политиков с целью сформировать у населения недоверие к противникам режима. Например, государственные СМИ часто изображают Алексея Навального «вдохновителем цветной революции». Его обвиняют в использовании детей и молодёжи в своих политических целях, хотя большая часть его сторонников — люди среднего возраста. Ещё в 2017 году пропаганда и бездействие полиции во время нападения на Навального и представительницу партии «Яблоко» Наталье Фёдоровой привели к росту атак на оппозицию. После отравления Навального в 2020 году телеэкраны страны заполонили фейки: «Навального вовсе не отравили», «он сам мог себе устроить кому», «его друг отравил», «ему могли ввести „Новичок“ в Германии», «Ходорковский — подозреваемый номер один в отравлении Навального». Сам Владимир Путин на этом фоне заявлял, что якобы дал поручение выпустить Навального на лечение в Германию, хотя на тот момент у оппозиционера не было ограничений на выезд за рубеж.
В 2021 году близкая Путину группа «Согаз» купила пакет акций компании «МФ Технологии», которая, в свою очередь, контролировала российскую социальную сеть «ВКонтакте» (вторым совладельцем являлся «Газпром-медиа»). Это фактически добавило платформу в систему инструментов кремлёвской пропаганды, что означало усиление влияния Кремля в интернете. При этом минимум с 2015-го администрация социальной сети активно сотрудничала с властями, выдавая личные данные по запросу. В этот период, по данным «Роскомсвободы» и проекта «Сетевые свободы», на пользователей «ВКонтакте» приходилось самое большее количество административных и уголовных дел.
Во время второго десятилетия XXI века всё более политизировались культурные и религиозные институты. К ключевым пропагандистам среди деятелей культуры относят, например, режиссёра Станислав Говорухина, Никиту Михалкова, артиста Михаила Боярского, экс-тренера сборной России по футболу Валерия Газзаева и певца Николая Расторгуева, фигуриста Евгения Плющенко, прыгунью Елену Исинбаеву, певца Николая Баскова. Например, Михалков назвал фейком снимки с неудобных российской власти протестов в Беларуси в 2020 году, используя специально изменённые снимки. Во время предвыборной кампании 2017 года звёзды и депутаты организовывали коалиции, которые формально выдвигали Путина для участия в президентских выборах и открыто его поддерживали. Некоторые из них признавались, что вынуждены выступать за Путина, чтобы продолжать работу над творческими проектами. Звёзды, не поддерживающие российский режим и президента, становились жертвами пропагандистских провокаций. Например, в 2016 году по сети разлетелся мем, на котором солист группы Rammstein Тилль Линдеманн был изображён в футболке с портретом Путина. Позднее стало известно, что это фальшивка. Кроме того, концерты и выступления культурных деятелей проходят через фильтр политической цензуры: например, в 2012 году коллективу Театр.doc отказали в сцене для спектакля «Берлуспутин».

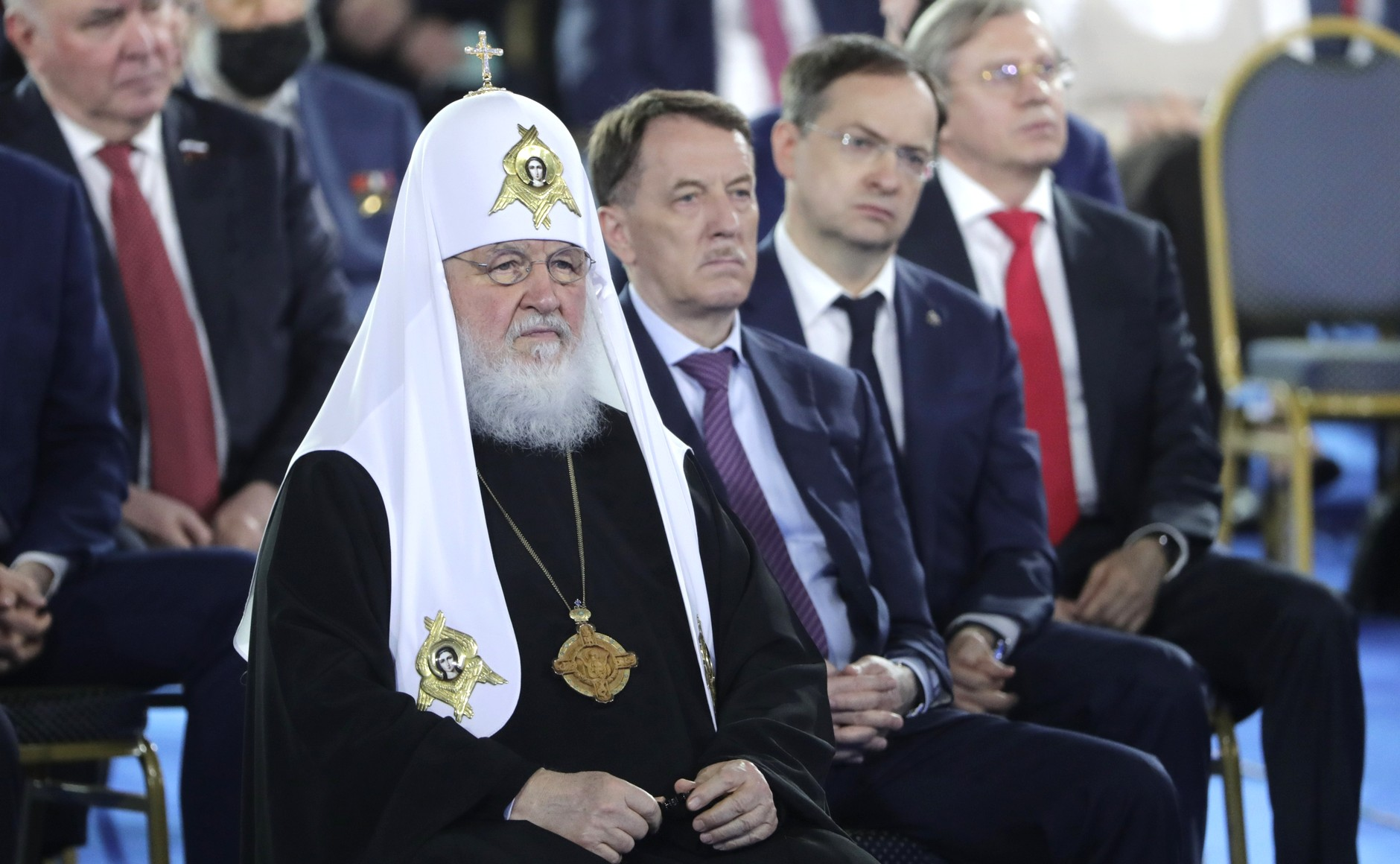
Патриарх Московский и вся Руси Кирилл на послании Федеральному Собранию в 2021 году

Другим важным партнёром власти является руководство Русской православной церкви. Например, уже в 2001 году митрополит Тихон назвал назначение Путина «Божьей милостью». Позднее в СМИ широко освещалась поддержка президента патриархом Кириллом, который критиковал митинги против фальсификаций на парламентских выборах, а на президентских — открыто поддерживал Путина. Проповеди в региональных церквях часто превращаются в политагитацию, особенности в преддверии выборов. В ответ власть укрепляет позицию церкви. Так, несмотря на заявления о «светском государстве», в школах проводят уроки православия или религиозной грамотности. Руководство «Единой России» публично заявляет о своей опоре на церковь и традиционные ценности. В результате в опросах Левада-Центра уже в 2012 году 69 % процентов россиян ассоциировали православие с образом «истинного россиянина».
Поддержка патриархом Кириллом Путина во время развития российско-украинского конфликта в 2014—2022 годах привела к разрыву отношений РПЦ с Константинопольским патриархатом. Это стало причиной ещё большей зависимости церкви от власти, и после начала войны на Украине в 2022 году патриарх РПЦ открыто поддерживал нападение российских войск, называя украинцев «братским народом», который «натравили» на «единокровных и единоверных братьев». Ему вторили региональные протоиереи, уверявшие, например, что якобы «Проклятый Майдан — корень и вина всего происходящего».
В 2020 году с распространением пандемии COVID-19 власти в первую очередь использовали религиозную пропаганду в попытках успокоить население: патриарх призывал граждан молиться, чтобы победить болезнь; президент считал, что вирус можно победить «с Божией помощью». Другой стратегией пропаганды в этот период стало обвинение «Запада» в распространении заболевания. Рабочая группа по стратегическим коммуникациям Европейской комиссии East Stratcom зафиксировала минимум 735 случаев дезинформации о пандемии, включая конспирологические обвинения в том, что вирус — это «американское оружие массового уничтожения». В этот период немецкий YouTube-канал Russia Today был заблокирован из-за распространения фейков. Позднее, с началом маркетинговой кампании российской вакцины Sputnik V, посыл сменился — агитаторы начали дискредитировать зарубежных конкурентов. Например, вакцину британско-шведской корпорации AstraZeneca называли «обезьяньей». Однако когда AstraZeneca подписала меморандум о сотрудничестве с московским институтом имени Гамалеи, позиция журналистов резко изменилась, и необоснованные заявления исчезли.
Таким образом, кремлёвская пропагандистская модель включает в себя несколько компонентов. Во-первых, абсолютный контроль над «высотами власти» в медиапространстве, то есть над наиболее популярными средствами коммуникации и площадками. Это позволяет в нужный момент создавать огромные потоки информационного шума, включающего не только откровенную ложь, но и «подсветку» тех или иных сюжетов и нарративов. Во-вторых, с помощью «агитации» эти потоки доходят не только до убеждённых сторонников режима, чья позиция не изменится после просмотра очередного выступления телепропагандиста, но и до аполитичных граждан. Наконец, любая непоследовательность и ряд противоречивых утверждений порождают недоверие к любому источнику и циничное отношение к медиапотреблению. Некоторые из этих особенностей проявились очень наглядно после 24 февраля 2022 года.

### Перспективы
Российское государство в современной эпохе пропаганды активно применяет методы, выходящие за пределы традиционной цензуры и контроля за распространением информации. На фоне использования алгоритмов в существующих социальных медиа для распространения желаемых сообщений обозревателями наблюдается стремление создания собственных социальных медиа с уникальными алгоритмами. Вдохновляясь примером китайских властей, российские политтехнологи нацелены на построение централизованной цифровой среды, обладающей доступом к персональным данным большинства граждан. Планируется, что эта среда будет лучше удовлетворять повседневные потребности граждан, однако в то же время она будет обладать более широкой информацией о них и эффективнее контролировать их мнения и поведение.
Например, в 2023 году компания VK разрабатывает «суперприложение» VK Messenger, интегрированное с государственным сервисом «Госуслуги». Это приложение, по оценке «Медузы», будет предоставлять многофункциональные возможности, аналогичные китайскому WeChat, позволяя пользователям не только осуществлять покупки и читать новости, но и получать официальные уведомления, такие как повестки из военкомата.
Исследователь цифровой среды Филипп Дитрих отмечает, что стратегия российского государства в отношении цифровых платформ оказывается весьма эффективной. Создавая удобный сервис, власти мотивируют людей активно использовать его; пропагандистские сообщения в данном контексте вливаются в общий пул сервисов, становясь неотъемлемой частью удобной среды. Этот метод пропаганды отличается от традиционного внедрения лозунгов и генерации шума, предоставляя пользователю комфортное пространство, где государственные послания становятся естественной частью пользовательского опыта. В результате все альтернативные политические месседжи могут быть восприняты как неудобные, их влияние на общественное мнение ослабевает.

## Антиукраинская и военная пропаганда
В начале 2000-х годов, когда Кремль ещё слабо контролировал медийное пространство, события Оранжевой революции, по данным Левада-Центра, не ухудшили отношения россиян к украинцам. Ситуация изменилась в конце 2008 года, когда на фоне военного конфликта в Грузии и «газовой войны» с Украиной процент россиян, плохо относившихся к Украине, вырос до 62 %. Вторая волна негативного отношения прошла в период с марта по июнь 2014 года.
Если на протяжении 2010-х годов администрация президента и подконтрольные ей медиа оправдывали нахождение Путина у власти повышением уровня жизни, то позднее основными аргументами стали консервативные ценности, российская «исключительность» и необходимость сильной руки перед лицом выдуманной внешней угрозы. В этот период они начали продвигать российско-украинский кризис как борьбу России и Западного мира. Свою избирательную кампанию в 2011 году Владимир Путин строил вокруг идеи «Общероссийского народного фронта», которое создавалось с целью достичь политического единства в современной России.
Тщательно переработанный нарратив о Второй мировой войне, отсылающий к Великой Отечественной войне, говорил о непобедимой мощи и величии русской армии, паразитируя на победе над нацизмом и исключая вклад других стран и народов. Эта кампания была всеохватывающей и просачивалась через СМИ, сериалы, фильмы, официальные сообщения о событиях, парады и многое другое. Сектор культуры был пронизан образами Великой Отечественной войны. Присвоение Дня Победы, ассоциируемого с потенциальной победой над Украиной, готовило почву для милитаризации и вооружения.

### Во время войны в Донбассе (2014—2022)
Начиная с революции на Майдане 2014 года, Украину постоянно обсуждали в российском политическом дискурсе, постоянно клеймя её коррумпированным, неонацистским «несостоявшимся государством», полным крайне правых радикалов, терроризирующих русскоязычное население. Призыв к борьбе с «нацистской Украиной» заменил давние призывы к победе над нацистской Германией. Так, в 2014 году телеведущий Дмитрий Киселёв сравнивал свержение украинского президента Виктора Януковича, поддерживающего Путина, с «концом государственности». Другие российские журналисты обвиняли Киев в насилии на востоке Украины, заявляя, что Украина «кишит неонацистами и фашистами», что правительство США стимулирует кризис, а Россия пытается выступать в роли миротворца. Параллельно с этим российская пропаганда, отчасти опираясь на доверенных лиц и подконтрольных западных экспертов, прилагала усилия для того, чтобы изобразить ЕС как, с одной стороны, слабый институт, переживающий тяжелейший кризис, а с другой — агрессивный аппарат Запада во главе с США, стремящийся к мировому господству за счёт других наций. Данный месседж сопровождался постоянным представлением общественности российских военных технологий, ядерного оружия и «побед».
По данным опроса Левада-центра, проведённого 7—10 марта 2014 года, 56 % опрошенных россиян считали украинцев и русских одним народом, 38 % — двумя разными народами.
Наиболее известным примером дезинформации российских государственных СМИ в период войны в Донбассе является сюжет о «распятом мальчике», который был показан на Первом канале в июле 2014 года и признан необоснованным в том же эфире в декабре того же года. Также известным стал поддельный спутниковый снимок украинского истребителя, якобы сбившего над Донбассом малайзийский «Боинг» в том же июле 2014 года; его тоже показывали на Первом канале. В 2019 году генеральный директор канала Константин Эрнст пять лет спустя признал его ложность: «Да, мы люди, мы допустили ошибку, но не нарочно».
В период оккупации Крыма иностранные политики характеризовали действия российских пропагандистов как «самый удивительный блицкриг» в истории информационных войн. Например, во время крушения рейса 17 Malaysia Airline в Донецкой области государственные СМИ связывали одновременно и с нападением украинских истребителей по указанию США, и с попыткой НАТО сбить частный самолёт Путина. Предположительно, целью таких заявлений стала попытка отвлечь и запутать зрителя. Журналисты подчёркивали, что задачей антиукраинской пропаганды является не просто дезинформация, а создание «массовых галлюцинаций, переходящих в политические действия». Так, российские агитаторы занялись активным продвижением термина «Новороссия» в отношении частично оккупированной восточной части Украины. По некоторым оценкам, до 36 % материала в захваченных печатных СМИ Донецкой и Луганской областях было посвящено «формированию идентичности». Большая часть статей проводила параллели со Второй мировой войной и представляло войну в Донбассе как нападение украинских «неонацистов», а самих военных Украины представляла в СМИ не иначе, как «карателями». В 2014 году разрабатывался специальный учебник истории Союза народных республик.
9 февраля 2015 г. депутаты Народного совета ДНР объявили о том, что самопровозглашённая Донецкая Народная Республика ведёт свою правопреемственность от Донецко-Криворожской республики, существовавшей на территории региона в фервале-марте 1918 года. В образовательных учреждениях Донецка проходили открытые уроки, в ходе которых демонстрировались политические карты и фотографии основателей ДКР. Таким образом российская пропаганда легитимизирует действия по отделению Донецкой и Луганской области от Украины.
После захвата Крыма Россией журналисты сообщали о якобы рекордах туризма на полуострове. В действительности «Первый канал» использовал для демонстрации «наплыва туристов» снимки многолетней давности. В 2019 году российские СМИ сообщали о 7 млн туристов, хотя данные российского Крымстата доказывали неправдоподобность такой цифры, а заявления о повышении доходов в регионе опровергались данными о росте цен на товары и услуги.
В ноябре 2021 года общественное мнение об Украине ещё было разделено: 45 % относились «положительно», 43 % «плохо». В феврале 2022 года доля последних составила 52 %, а в июле — 66 %.
Во время российско-украинского кризиса 2021—2022 годов российские официальные лица несколько месяцев заявляли о том, что подготовка к войне с Украиной является фейком, распространяемым западными СМИ.
В рамках исследования за период 2014—2021 годов аналитики изучили 9 тысяч публикаций проектов StopFake и EUvsDisinfo, подтверждающих российские пропагандистские материалы. На основе этих данных был составлен список из 367 пропагандистских утверждений об Украине, распространенный 14 крупными российскими СМИ.

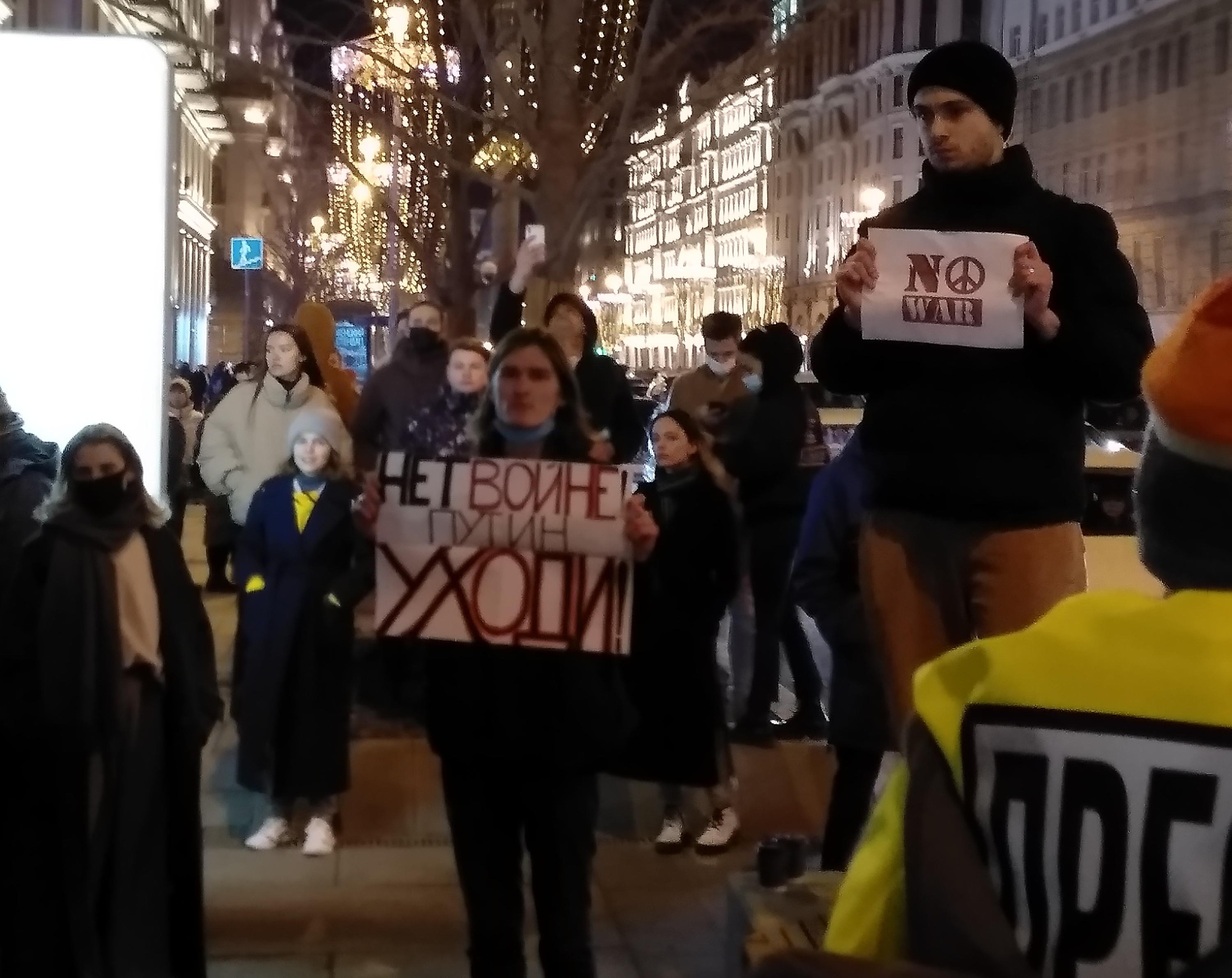
Пикеты против войны с Украиной в Москве. 24 февраля 2022 года

### Во время вторжения на Украину (с 2022)
После вторжения России на Украину российская пропаганда, как отмечает «Голос Америки», стала особенно агрессивной и разнузданной. Поток пропаганды после нападения России на Украину в феврале 2022 года многие журналисты называют «беспрецедентным». Государственная пропаганда продвигает войну на Украине через российские СМИ, продолжая усиливать напряженность в отношениях с Западом. Слияние ностальгии по СССР и контролируемой государством пропаганды в России обеспечивает народную поддержку войне. Изначально Кремль заявлял о необходимости полномасштабного вторжения на Украину путём борьбы с «украинскими нацистами». Данный пропагандистский нарратив уже доказал свою эффективность во время аннексии Крыма в 2014 году.
Ещё в феврале 2022 года под контролем государства находились наиболее популярные телеканалы и издания, а также проявлялась доминация в ключевых социальных сетях, что позволяло государству легко распространять истории об Украине, возглавляемой «нацистами». Но, несмотря на абсолютное доминирование в информационном пространстве России, возможности пропаганды не безграничны. По данным Минфина, в I квартале 2022 года реальные расходы федерального бюджета на государственные СМИ выросли почти на 200 % по сравнению с идентичным периодом предыдущего года. Но так как СМИ освобождены от обязанности публиковать финансовую отчётность, сложно оценить их бюджет и источники финансирования.
В своём выступлении 25 февраля Владимир Путин заявил, что большинство украинских воинских частей не хотели вступать в бой с российскими войсками, и только правые формирования пытались сопротивляться. Он также назвал украинское правительство «шайкой наркоманов и неонацистов». В попытке представить этот нарратив как реальность на протяжении марта и апреля российская пропаганда отрицала, что подавляющее большинство украинцев не только не хотело быть частью России, но и не нуждалось в «освобождении». По информации издания Meduza, в ходе вторжения России на Украину в 2022 году российская пропаганда рассказывает, как силы РФ непрерывно «уничтожают», «ликвидируют» или берут в плен украинских «националистов», «неонацистов» и «бандеровцев». В действительности речь идет о любых украинских военных любых политических взглядов. Опубликованная в РИА Новости статья Тимофея Сергейцева под названием «Что Россия должна сделать с Украиной» фактически представляет собой руководство по уничтожению украинской нации после предположительной будущей оккупации её территории Россией.
«Украинские нацисты» стали центральной темой российской пропаганды войны с Украиной. До полномасштабного вторжения в Украину российские СМИ лишь изредка обвиняли украинцев в нацизме. Но 24 февраля 2022 года, в день вторжения, частота таких обвинений многократно увеличилась, и с тех пор остаётся на высоком уровне. Российские интернет-пресса и блоги начали беспрецедентную кампанию оправданию российского вторжения с помощью создания ложной картины Украины как захваченной ультраправыми экстремистами. 10 — 20 % российских статей про Украину упоминали нацизм. Оправдание российских преступлений в Буче с помощью обвинений украинцев в нацизме помогает россиянам преодолеть возникающие внутренние противоречия, и поддержка войны среди россиян остается высокой.
10 марта в ответ на вопрос о возможном нападении России на другие страны министр иностранных дел России Сергей Лавров сказал: «Мы и на Украину не нападали».
В ходе боевых действий погибли тысячи мирных граждан. Российская пропаганда не упоминает, что на стороне РФ воюют россияне-неонацисты, открыто прославляющие Гитлера. По мнению журнала Foreign Policy, Русская православная церковь возглавляет пропагандистскую кампанию по повышению морального духа войск.
Так как основным символом поддержки войны на Украине стали латинские буквы Z, V и O, власти стараются внедрить их повсеместно. Чтобы создать ощущение массовой поддержки, их добавляют в названия населённых пунктов, рисуют на зданиях (включая зданиях местных администраций), на военной и гражданской технике, и на стенах в виде граффити, а также размещают на общественном транспорте, даже если они заслоняют обзор водителям и даже рисуют на одежде. Буква «Z» стала новым военным символом в России, появившемся в конце февраля 2022 года, когда на украинских улицах была замечена российская военная техника.
Любые антивоенные или оппозиционные взгляды агитаторы представляют маргинальными и опасными, чему способствовали военная цензура и массовые блокировки СМИ. Критика власти и военных действий фактически была приравнена к измене родине. Несогласные с курсом властей журналисты увольнялись с государственных телеканалов. Например, в своём выступлении в офисе Репортёров без границ бывшая корреспондентка Жанна Агалакова заявила, что пропаганда ведёт к «огромному самоубийству в масштабе страны». Но некоторые акции протеста журналистов привлекали большое внимание, как, например, протест Марины Овсянниковой, которая в прямом эфире программы «Время» выбежала с антивоенным плакатом.
Ситуация с безопасностью в Белгороде и других российских областях вблизи украинской границы ухудшилась после вторжения России. Согласно репортажу Би-би-си, многие местные жители, однако, не связывают увеличившуюся опасность с военными действиями, частично из-за того, что российские государственные СМИ влияют на понимание ситуации людьми, расчеловечивают и демонизируют украинцев, называя их «нацистами», «неонацистами», «фашистами» и «ультранационалистами», и неоднократно повторяя, что в этом конфликте справедливость находится на стороне России. Би-би-си пишет, что местные жители не хотят верить, что это их страна начала конфликт и что Россия может быть страной-агрессором.
Ярким примером влияния российской пропаганды на человека является видео «Ты нахера мне стекло разбил ?» снятое в 2022 в Рязани и обретшее широкую популярность, на котором мужчина в состоянии психоза разбил лобовое стекло на машине случайного водителя, а на вопрос зачем он это сделал тот ответил «мне на войну надо с Украиной». После повторного вопроса мужчина набросился на водителя и тот был вынужден уехать. Также в сеть были загружены ещё несколько роликов с его участием, которые были включены в подборку «Генерал Чикаго из Рязани».
Объявление о «частичной мобилизации» 21 сентября 2022 года заставило пропаганду сменить акценты и перераспределить объёмы. Кремль вновь начал распространять нарративы о «коллективном Западе» и «своих не бросаем». Согласно источникам «Медузы», для государственных СМИ была подготовлена методичка для освещения мобилизации. Методичка предписывает СМИ полагаться на нарративы о НАТО и жителях Донбасса, в то же время цели «спецоперации» из неё исключались. Перед российской пропагандой стала стоять гораздо более сложная задача — обосновать мобилизацию, которая, в отличие от войны, не является абстрактным процессом, происходящим вдалеке, а непосредственно затрагивает жизни россиян. Эскалация конфликта посредством «частичной мобилизации» и фиктивных референдумов на оккупированных территориях Украины, а также массированные атаки на гражданскую инфраструктуру сознательно координировались посредством пропагандистской деятельности.

#### Ключевые нарративы
По мнению украинского политолога Антона Шеховцова, российская пропаганда времён вторжения на Украину ориентирована на четыре разные аудитории — Россию, Украину, Запад и глобальный Юг — и для разных аудиторий она продвигает различные тезисы. Он уточняет, что эти аудитории условны и разные нарративы могут находить отклик у разных частей аудитории — например, некоторые антиколониальные нарративы, предназначенные для глобального Юга, находят также отклик и среди западных ультралевых.
Шеховцов разделяет стратегические и тактически нарративы: стратегические более постоянны и менее внутренне противоречивы, а тактические более эмоциональны и манипулятивны, они используются от случая к случаю для укрепления стратегических нарративов. Выделяемые им стратегические нарративы таковы:
- Внутрироссийские («Украинцев не существует, это запутанные русские», «Украина была создана Россией», «независимая Украина — „анти-Россия“», «Россия борется в первую очередь не с Украиной, а с НАТО»);
- Для украинцев («русские — братский народ», «Украина — часть русской цивилизации», «Украина не может быть успешна без России»);
- Для Запада («Россия как глобальная держава имеет право на сферу влияния, и Украина к ней относится», «если Украина будет частью Запада, она будет представлять экзистенциальную угрозу для России», «НАТО окружает Россию»);
- Для жителей глобального Юга («Россия возглавляет глобальное антиимпериалистическое и антиколониальное движение», «война в Украине используется Западом для возвращения глобального превосходства», «Украина относится к российской сфере влияния»).

По мнению политолога Тараса Кузьо, пророссийски настроенные западные академические исследователи повторяют российские тезисы о «разделённой Украине», с тесно связанным с Россией и слабо связанным с Украиной населением юго-востока Украины. Подобное же — что юго-восток Украины — «русская земля», неправильно включённая в состав Украины Лениным — утверждал Путин.
В августе 2023 года российский политолог Валерий Гарбузов опубликовал статью в «Независимой газете», посвящённую анализу России в контексте XX—XXI веков. В своей публикации Гарбузов выразил мнение о том, что российские лидеры создали определённые концепции, включая идею американского империализма, а также другие мифы, которые используются для поддержки внешнеполитического экспансионизма. Современные власти в России, по его мнению, распространяют эти мифы с помощью государственной пропаганды, которую он описывает как механизм, включающий «хорошо оплачиваемых профессиональных политических манипуляторов и участников многочисленных телевизионных ток-шоу». Согласно статье, пропаганда способствует популяризации различных идей, таких как идея о кризисе глобализации, «англосаксонском» мире, антиколониальной революции, утрате американского доминирования, великой мировой антиамериканской революции и упадке Запада. Все эти мифы, как указано в статье, направлены на создание у населения России иллюзорного представления о мировом порядке с целью «бессрочного сохранения власти за любую цену, сохранения собственности и политического режима нынешней правящей элиты и интегрированным с ней олигархатом».

#### Язык пропаганды
Пропаганда с трудом обосновывает цели «спецоперации» и продвигает их в СМИ: так, в частности, возникли проблемы с употреблением ключевых терминов — «демилитаризация» и «денацификация». Частота их употребления на российском телевидении резко возросла после начала вторжения, но через две недели начала снижаться, а к июню 2022 года эти слова практически исчезли из вокабуляра телеведущих. В начале мая 2022 года издание «Проект» сообщило, что Кремль решил сократить использование в СМИ термина «денацификация» — одного из ключевых слов, объясняющих вторжение России на Украину. К июню 2022 года, однако, власти и официальные СМИ вынуждены были продолжать использовать термины «демилитаризация» и «денацификация».
Главной задачей пропаганды, помимо публикации официальной версии событий, является создание существенных барьеров для поиска достоверной информации. В российской государственной пропаганде используются слова «дезинформация» и «фейк» по отношению к критическим голосам и независимым СМИ, чтобы подорвать доверие к данным источникам. Частота употребления этих слов возрастает в резонансные моменты военных действий — например, при отходе российских войск из Бучи или взятии Мариуполя. Данная риторика является частью официального дискурса о «враждебном Западе» и «пятой колонне», которая, якобы, подрывает стабильность изнутри. Термины «иностранный агент», «дискредитация» и «дезинформация» не так уж часто фигурируют в дискуссии о вторжении, но в июле они постепенно набирали вес, что объясняется регулярным обновлением списка «иностранных агентов» и открытием новых дел по соответствующим статьям.
Ещё одним распространённым приемом военной пропаганды была апроприация языка для описания того, что произошло. Например, термин «война» довольно часто используется в телепередачах, но не в отношении вторжения в Украину, а для описания положения России. В них утверждается, что против государства ведётся «информационная» или «санкционная» война, также подчёркивается угроза «мировой войны» из-за действий руководства Украины и стран Запада, и делается упор на то, что действия России носят вынужденный характер. Похожая ситуация наблюдается и со словом «кризис»: независимые и оппозиционные СМИ описывают ситуацию в экономике как таковую, тогда как на телевидении под кризисом понимают «газовый кризис» в Европе, «продовольственный кризис» в мире или «кризис» на Украине.
Анализ исследователями «Riddle Russia» ключевых слов, лежащих в основе дискурса государственной пропаганды вторжения на Украину, показал, что годы идеологической обработки подорвали доверие к независимым источникам информации и создали негативный образ в отношении украинского руководства и самих украинцев. Некоторые смысловые блоки, такие как «защита жителей Донбасса», были хорошо восприняты россиянами, хотя и не выдержали проверки фактами. Российская пропаганда, оправдывающая войну против Украины, имеет множество сходств с нацистской пропагандой, использовавшейся для обоснования аннексии Судетской области (1938), оккупации Чехословакии (1939) и вторжения в Польшу (1939). Оба режима использовали схожие риторические приёмы, включая заявления о защите этнических меньшинств, дискредитацию правительств целевых стран, инсценировки провокаций и обвинения в геноциде.

## Оценки
Исследователи из «Riddle Russia» выделяют в «кремлёвской модели пропаганды» несколько составляющих: абсолютный контроль над «командными» высотами, то есть над наиболее популярными средствами коммуникации и площадками, что позволяет в нужный момент создавать огромные потоки информационного шума, включающего не только откровенную ложь, но и «подсветку» тех или иных сюжетов и нарративов; с помощью «агитейнмента» эти потоки доходят не только до убеждённых сторонников режима, но и до аполитичных граждан, любая непоследовательность и ряд противоречивых утверждений порождают недоверие к любому источнику и циничное отношение к медиапотреблению.
Исследователь современной российской пропаганды Антон Шириков выделяет четыре причины устойчивости российской («путинской») пропаганды. Первая из них заключается в том, что государственные СМИ создают своего рода информационный пузырь, не пропускающий никакие конкурирующие или альтернативные нарративы. Во-вторых, данный «пузырь» в действительности «удобен» для многих россиян, для них он является зоной «информационного комфорта». В-третьих, считает Антон Шириков, россияне не очень хорошо оценивают информацию и слабо различают «правду и ложь» в СМИ. Четвёртая причина — кремлёвский нарратив оказался довольно привлекательным для большинства россиян.
Шириков отмечает: «Большинство россиян винят в проблемах Запад и НАТО и „боготворят“ победу СССР во Второй мировой войне. Пропаганда очень активно использовала эти обиды и эти эмоции при создании своей собственной базы поддержки Путина, который, по логике большинства — „болеет за них и за успех России“. Независимые, критически настроенные СМИ, сосредоточенные на сложных и неприятных темах, будь то фальсификация выборов, жестокость полиции, притеснения меньшинств или коррупция Путина, кажутся этой аудитории — враждебными».
Американские специалисты в области критических культурных и международных исследований Юлия Хребтан-Хорхагер и Евгения Пятовская отмечают, что привлекательность «путинской пропаганды» заключается в её повторении. Они пишут, что российская пропаганда основана на аналогичных видах дезинформации, использовавшихся во времена Российской империи и СССР, которые повторно используют нарративы о «злом Западе». Хребтан-Хорхагер и Пятовская считают, что популярность Путина и широкое влияние его пропаганды не случайны, поскольку президент России даёт российской нации то, чего им не хватало с момента распада Советского Союза, — прилив национальной гордости.

##### «Российский шланг лжи»
В 2016 году аналитики американского исследовательского центра RAND Кристофер Пол и Мириам Мэтьюз назвали российскую пропаганду «пожарным шлангом лжи» (также переводится как «брандспойт лжи») из-за невероятной скорости и объёма производства дезинформации, а также отсутствия последовательности в подаче и интерпретации материала. Модель основана на четырёх принципах:
- «большая громкость и многоканальность»;
- «быстрота, непрерывность и повторяемость»;
- «непризнание объективной реальности»;
- «непоследовательность при изложении версий».

Согласно RAND, российская пропагандистская модель направлена на то, чтобы утопить реальную замалчиваемую версию в лавине альтернативых версий. Когда лжи становится настолько много, что её не успевают опровергнуть, она становится неопровержимой, что делает её похожей на правду. Все версии одновременно начинают выглядеть одинаково убедительно и при этом являются не до конца достоверными.
Исследователи из RAND считают, что российский «пожарный шлаг лжи» работает по тем же принципам, которые КГБ разработал во время холодной войны для борьбы с «антисоветской пропагандой». Однако благодаря использованию современных технологий масс-медиа она делает это ещё эффективнее и способна транслировать свои многочисленные «вариации» всё большему количеству людей во всём мире.
В RAND отметили, что пропаганда в РФ эффективно освоила новые каналы распространения в ходе обеспечения поддержки аннексии Крыма в 2014 году и в связи с конфликтами на Украине и в Сирии. Исследователи отмечают, что особенность российской пропаганды — «залить острые вопросы потоками лжи» и, набрав колоссальные обороты, распространять свои сообщения, не обращая внимания на правду; она «оперативна, непрерывна, нелогична и использует принцип многократного повторения». Исследования в области психологии подтверждают успешность такой модели.

##### Оценки пропаганды во время вторжения на Украину
По словам российского исследователя СМИ и приглашённого научного сотрудника Университета Южной Калифорнии Василия Гатова, в отличие от пропаганды советских времён, которая часто опиралась на положительные сообщения о стойкости России и мире, пропаганда путинской эпохи сменилась на решительно негативный и «абсолютно фашистский» тон.
Исследователи из «Riddle Russia» утверждают, что восьмилетняя подготовка кремлёвской пропаганды к открытым военным действиям не прошла даром: важным инструментом доказывания необходимости вторжения стала агрессивная антизападная риторика и многолетняя информационная кампания против Украины; с другой стороны, новые «кремлёвские» термины и смыслы не давали существенного увеличения поддержки по сравнению, например, с Крымской операцией 2014 года. Главной задачей Кремля, по мнению исследователей, было заглушить любой критический голос, и в случае успеха этой стратегии не потребовалось бы никаких дополнительных усилий для обоснования вторжения.
Стан Прибылов из «Голоса Америки» пишет, что «потрясающая своей беспомощностью» реакция высокооплачиваемых российских пропагандистов говорит о том, что «дезинформационные» войска Кремля «воюют» даже «хуже, чем реальная армия России». Обозреватель пишет, что на примере освещения поражения российской армии в Харьковской области Кремль продемонстрировал стадии реагирования на «коллапс».
Роман Осадчук из Лаборатории цифровой криминалистики Атлантического совета отметил: «Российская пропаганда не знала, как реагировать на потери на поле боя, прежде всего потому что не умела быстро сообщать о катастрофической действительности. Нечто подобное у них уже происходило раньше, после отравления Скрипаля и его дочери в Великобритании, когда появилось печально известное интервью [Симоньян и двух „туристов, вернувшихся из Солсбери“]».
Во-вторых, отметил он, эта «централизованность российской медиасистемы сыграла с ними злую шутку». Ожидая от начальства сигнала, СМИ боялись «брать на себя ответственность» и «застряли в потоках лжи», которая становилась все более несуразной, вызывая всё больше и больше подозрений у аудитории в том, что власти «что-то скрывают». В такой нервной и «истерической» ситуации, по мнению Романа Осадчука, для пропагандистов «самой большой проблемой оказался страх — „случайно“ сказать какую-то правду, которая противоречила бы официальной линии „запланированного ухода от реальности“». Пропагандисты, «подобно школьникам, не выучившим уроки», пытались догадаться, что отвечать «учителю», повторяя все возможные вариации: «там воюют солдаты НАТО», «нацисты атакуют», «это была перегруппировка», «так было задумано» и так далее.
В-третьих, наблюдался «когнитивный диссонанс», наступивший у самих пропагандистов, когда все их высказывания «разбились о реальность». Кроме того, самым сильным «пробоем» в российском нарративе оказалась истерика, передающаяся как «вирус» от пропагандиста к пропагандисту, к которым относятся и ничем не прикрытые, откровенно шокирующие призывы «уничтожить гражданскую инфраструктуру» на Украине.
Почётный профессор журналистики и публичной дипломатии Университета Южной Калифорнии Филип Сейб в сентябре 2022 году пришёл к выводу, что стало уже очевидно, что российской пропаганде осталось совсем недолго «отравлять умы людей». В комментарии для Русской службы «Голоса Америки» он сказал: «Я думаю, задача в противостоянии российской пропаганде сейчас в том, чтобы играть „на поле противника“, настойчиво донося правду до всех аудиторий, до которых доходит российская дезинформация (и не только до русскоязычных). Привлечение внимания самой широкой аудитории — постепенный процесс, и существует конкуренция, за чей контент больше всего „зацепится“ российская и мировая публика, когда массовое доверие пропаганде Кремля исчезнет».
Доктор наук, специалист по российской политике из Института Гарримана Колумбийского университета Антон Шириков отметил, что «государственное телевидение превратилось в безостановочную пропагандистскую машину, показывающее до 80 часов в неделю передач новостей и пропаганды, замаскированной под эфирные и политические ток-шоу, полные придуманных историй и дезинформации, о том, как идет война» и добавил, что «всё это — беспощадная демонстрация „объединения нации“ в поддержку Путина и войны».

## Российские пропагандисты
Как пишет политолог Александр Белоусов, российская власть формировала круг лояльных к ней лиц, которые исполняли бы роль таких «привратников», разъясняя основные пропагандистские постулаты на местах и доводя их до конкретных граждан. В своеобразный первый ближний круг входят лица, разъясняющие, основные пропагандистские постулаты. Это известные журналисты, политологи, эксперты, депутаты, губернаторы, политические деятели и прочие ответственные лица. Участники дискуссий получают в первую очередь информационную площадку для высказывания своих точек зрения. Здесь срабатывают репутационные, карьеристские мотивации, а также возможность демонстрации лояльности к власти. В свою очередь последняя получала ответные сигналы о принятии предлагаемой ею доктрины. Основной целью российских пропагандистов, по мнению Белоусова, является сохранение и поддержание режима, выполнение политических задач.
Как отмечает правительство Польши, основную роль в распространении «российской лжи» играют люди, называющие себя «журналистами» и «публицистами», которые на самом деле являются частью управляемой Кремлём «системы лжи» и формируют российское общественное мнение, тем самым обеспечивая сохранение социально-политической стабильности режима.
Российское государственное телевидение остается важнейшим каналом пропагандистского воздействия на общество. Пропагандисты, получающие немалые доходы от своей деятельности, ежедневно закрепляют в сознании россиян основные нарративные линии российской пропаганды — докладывают не соответствующую действительности информацию о войне на Украине, восхваляют империалистические амбиции Владимира Путина, распространяют мифы об истории, высмеивают Европейский союз и НАТО и одновременно нагнетают в российском сознании ощущение угрозы, угрожают странам Запада[нужен лучший источник]. Журнал Bild пишет: «Работа пропагандистов заключается в основном в поддержке высокопоставленных кремлёвских пресс-секретарей и распространении дружественного Кремлю контента в западных блогах и на сайтах. Цель таких людей — посеять недоверие к правительствам западных стран, поляризовать и разжечь раскол в западных обществах. И всё это для распространения империалистических заблуждений Путина».
Американский аналитик Ольга Лаутман отмечает: «Не случайно именно молодые женщины часто оказываются на передовой линии глобальной информационной войны. Россия всегда была известна тем, что использовала женщин в качестве агентов, потому что они привлекают большую аудиторию и могут лучше идентифицировать себя с более молодым населением».
По сообщению «Медузы», представители российской власти и пропагандисты склонны называть фейком любое сообщение о собственных ошибках, коррупции и бытовых трудностях, с которыми сталкиваются россияне (например, о нехватке лекарств).
Наиболее заметными прогосударственными спикерами на федеральных каналах стали Владимир Соловьёв, Дмитрий Киселёв, Сергей Марков, Ольга Скабеева и Евгений Попов, Вячеслав Никонов, Максим Кононенко, Максим Шевченко, Сергей Минаев. Ради карьеры некоторые из известных журналистов пожертвовали своими этическими убеждениями. Например, в начале 1990-х годов Дмитрий Киселёв отказался читать цензурированную версию о жёстком разгоне демонстраций в Вильнюсе, за что был награждён медалью от латвийского правительства, однако позднее телеведущий изменил свою позицию и открыто называл объективность «мифом, который нам предлагают и навязывают».

## Пропаганда в учебных заведениях
Ещё в 2003 году Владимир Путин призвал излагать в учебниках по истории «факты, воспитывающие у молодёжи чувство гордости за свою страну». В мае 2009 года была создана комиссия по борьбе с фальсификациями истории. Ещё через три года Путин заявил, что низкое качество учебников и большое количество изданий требует стандартизации сферы. И хотя большое количество учебников было связано с вариативностью разных программ обучения, президент настаивал на создании «общих взглядов в изучении истории и других гуманитарных наук». Через три года Минобрнауки заявило, что согласовало единый учебник истории. Чиновники заявляли, что в его основе лежит «историко-культурный стандарт», но учителя и профессора истории называли учебник пропагандистским. Так, в учебнике открыто заявлялось, что сформированное после Евромайдана правительство — незаконно, что в 2014 году «к власти в Киеве пришли националисты», дело ЮКОСа называли «результатом борьбы за своевременное и полное получение налогов», а отношения власти и церкви — «стремлением к возрождению величия России». Кроме того, в результате реформы почти весь рынок учебников получили под контроль структуры, близкие к другу Путина Аркадию Ротенбергу.
Важным каналом распространения пропаганды в России являются образовательные учреждения и учебники. К примеру, выпускают учебники и тетради со стихами о Путине, школы увешаны портретами президента. Во время предвыборных кампаний в образовательных учреждениях проводят конкурсы сочинений и рисунков о президенте России. Так, во время президентских выборов 2012 года родителей учеников ряда региональных школ противозаконно опрашивали, верят ли они, что «подрывная шпионская деятельность американцев может разрушить целостность страны». По свидетельствам школьников, учителя могут открыто навязывать свою точку зрения.
В российских школах проводят политические и патриотические линейки, школьников принуждают участвовать в пропагандистских акциях и флешмобах. После массовых задержаний старшеклассников во время мартовских протестов 2017 года, в сети появилось большое количество видео с запугиванием или давлением на молодёжь. Например, на одной из записей учитель одной из школ Томска открыто называл своих учеников фашистами и «холопами англосаксов» за критику правительства. Чтобы установить прямой контакт с молодёжью, власти провели несколько медийных акций: прямую линию для старшеклассников и «открытый урок» с президентом.
Провоенная агитация открыто ведётся в школах, институтах и других образовательных учреждениях. Власти проводили разъяснительные лекции и профилактические беседы. На них продвигали такие заявления как «восемь лет бомбили Донбасс», «Россия освобождает Украину от нацизма», «будем развивать импортозамещение». На специальных уроках истории школьникам навязывают официальную позицию властей и учат «правильной» истории Украины. Так, 3 марта по стране прошла серия открытых уроков «Защитники мира», посвящённые якобы «освободительной миссии на Украине»; 17 октября — «Урок мужества», на котором дети писали письма солдатам. Муниципальные образования выступали с инициативами об устройстве «Аллеи героев», школы обязали начинать занятия линейкой с выносом государственного флага и гимна. Были введены дополнительные уроки «Разговоры о важном», на котором пытались проводить патриотическое воспитание. Митинг в Лужниках в честь восьмой годовщины аннексии Крыма транслировали все главные российские телеканалы, на само мероприятие с более чем 200 тысяч участников собирали «бюджетников» и студентов.
В университетах пропаганду продвигают на лекциях о «патриотическом воспитании», в некоторых молодёжь также заставляют участвовать в митингах в поддержку войны. Несогласные с официальной риторикой преподаватели, например, в МГИМО и Высшей школе экономики, сталкивались с давлением со стороны начальства. Студенты открыто выступающие против войны оказывались под угрозой отчисления. О запугиваниях и профилактических беседах сообщали МГУ, МГИМО, Санкт-Петербургского педиатрического университета, Санкт-Петербургского института аэрокосмического приборостроения, РЭУ имени Плеханова, Красноярского педагогического университета, Высшей школы технологии и энергетики и многих других. В общежитии РАНХиГС студентов принуждали включать свет в вечернее время, чтобы сделать снимок светящейся буквы Z на фасаде. На провоенные флешмобы учеников собирают угрозами или обещанием дополнительных баллов.

## Цензура
Ещё в 2008 году тележурналист Владимир Познер констатировал, что в России нет свободы слова. На протяжении последующих лет власти постепенно наращивали цензуру в СМИ и интернете. Её целью было создание безальтернативной информационной среды, когда единственным источником новостей являются подконтрольные ресурсы. В результате в 2013 году в докладе ассоциации «Агора» насчитано 1832 факта ограничения свободы интернета, что более чем в полтора раза превышало показатели 2012 года. Одновременно пятикратно увеличилось количество фактов цензуры — с 124 до 624. Это делало Россию 41-й страной в рейтинге свободы интернета Freedom House. Через год России присудили 177-е место в рейтинге свободы прессы.
Цензура помогает скрыть или замедлить распространение неудобной для режима информации. Российскими властями она часто выдаётся за противодействие фейковым новостям. Например, в 2019 году Государственная дума приняла законы о дезинформации, которые закрепили административные наказания за «неуважение к госорганам». Но формулировка правовых актов размыта, что оставляет возможность правоохранителям трактовать отдельные случаи на своё усмотрение. По мнению политологов, такая система «порождает чувство неуверенности, что завтра могут прийти за тобой» и становится инструментом давления на оппозицию. За год с принятия закона было заведено минимум 51 дело за неуважение к власти, общая сумма штрафов, по которым достигла 1,6 миллиона рублей. Судебные процессы в некоторых случаях проходил с нарушениями, судьи сами определяли, являются ли главы регионов органом власти или нет. В основном дела заводят за оскорбление президента (первое из них — за опубликованную в соцсетях фразу «Путин — сказочный долбоёб»). Правозащитники уверены, что фактически документ призван сдерживать критику действующей власти.
Фактически любые каналы, распространяющие неудобную чиновникам информацию, подвергаются гонениям и ограничениям: оппозиционные СМИ признают иноагентами, правозащитные центры и объединения активистов ликвидируют, госорганы проводят внеочередные проверки неугодных организаций. В разные годы о давлении сообщали Левада-Центр, «Новая газета», телеканал «Дождь», «Эхо Москвы», ФБК и штабы Навального, правозащитные организации «Мемориал» и ОВД-Инфо.
Закон об иноагентах был принят ещё в 2012 году, чтобы ограничить политическую деятельность НКО с иностранным финансированием. Но в течение десяти последующих лет его применяли фактически к любым неугодным организациям. Ограничения к ним становились все жёстче, например, иноагентов обязали сообщать властям программу своей работы, предупреждать о всех мероприятиях. СМИ и газеты были обязаны размещать рядом со статьями предупреждающие надписи, за отсутствие которых штрафовали. Сам ярлык «иноагент» в России вызывает ассоциацию со шпионом или предателем Родины, что негативно сказывается на имидже правозащитных организаций. Вдобавок прокремлёвские СМИ часто начинали травлю таких объединений. К 2022 году в числе «иностранных агентов» помимо НКО и СМИ числились также популярные YouTube-блогеры, политологи, деятели культуры и журналисты. Они были обязаны отчитываться о любых личных расходах вплоть до продуктов питания, а также всех доходах. В случае нарушений им грозили утомительные и затратные суды по любым формальным поводам, что правоохранители называли одним из способов давления. Активисты «Мемориала» назвали ужесточения закона об иноагентах «вратами в ад безграничного произвола». Летом 2022 года Европейский суд признал, что российский закон об иностранных агентах нарушает свободу ассоциаций.
Другим важным инструментом цензуры в России является закон «О защите детей от информации, причиняющей вред их здоровью и развитию», также получивший название закон о реестре запрещённых сайтов. Он был принят в 2012 году, и в течение последующих лет Роскомнадзор блокировал по 60 страниц в день (по некоторым данным — в 10 раз больше). Правозащитный акт преподносили как способ ограничить детскую порнографию, инструкции по производству наркотиков и экстремизм, но закон также использовали для ликвидации сайтов, распространяющих информацию о протестных митингах и оппозиционных взглядах. Фактически, любое недовольство экономической ситуацией или действиями властей приравнивается к экстремизму, что приводит к
внесудебной цензуре всего интернета. Например, в 2020 году Роскомнадзор без объяснения причин потребовал от «Новой газеты» заблокировать статью о быстром распространении COVID-19 в Чечне.
Вопреки нарастающим ограничениям в России независимые СМИ и ресурсы продолжали работать вплоть до 2022 года. Но с начала вторжения российских войск на Украину они столкнулись с массовыми блокировками и жёсткой военной цензурой. Роскомнадзор банил любую информацию о жертвах среди украинского населения и о количестве убитых российских солдат. Материалы, несоответствующие официальной позиции властей, ограничивали — всего за чуть более, чем три месяца военных действий количество заблокированных за фейки о войне ресурсов достигло 17 тысяч. Следующим актом военной цензуры стала ликвидация СМИ: в начале марта был перекрыт доступ к сайту «Эхо Москвы», «Медиазоне», The Village, «Тайге. Инфо», «Медузе», Deutsche Welle, «Радио Свобода», «Русской службе Би-би-си», Bellingcat, сайтам «Собеседник», «Агентство», «Крым. Реалии» и другим. Часть заблокированных изданий продолжила работу из-за рубежа, часть начала публиковать материалы через группы Telegram или рассылки, другие были доступны через зеркала или VPN. Опасаясь давления властей, некоторые СМИ приняли решение о временном прекращении работы («Дождь», Znak.com, российские отделения CNN, Bloomberg, CBS, «Би-би-си»), другие (The Bell, «Новая газета», Republic) отказались от освещения войны, об изъятии тиражей газет из печати. Кроме того, по требованию Генеральной прокуратуры был ограничен доступ к сайтам правозащитных организаций — «Голос», «За права человека» и Amnesty International. Компания Meta была признана в России экстремистской организацией, принадлежащий ей Instagram заблокировали. Под блокировки из-за «закона о фейках» попал Twitter, с давлением столкнулись Google и YouTube, а TikTok добровольно прекратил деятельность на территории России. По мнению Алексея Навального, именно закрытие независимых СМИ и ресурсов помогало режиму дальше лгать о массовой поддержке войны россиянами.

## Российская пропаганда зарубежом

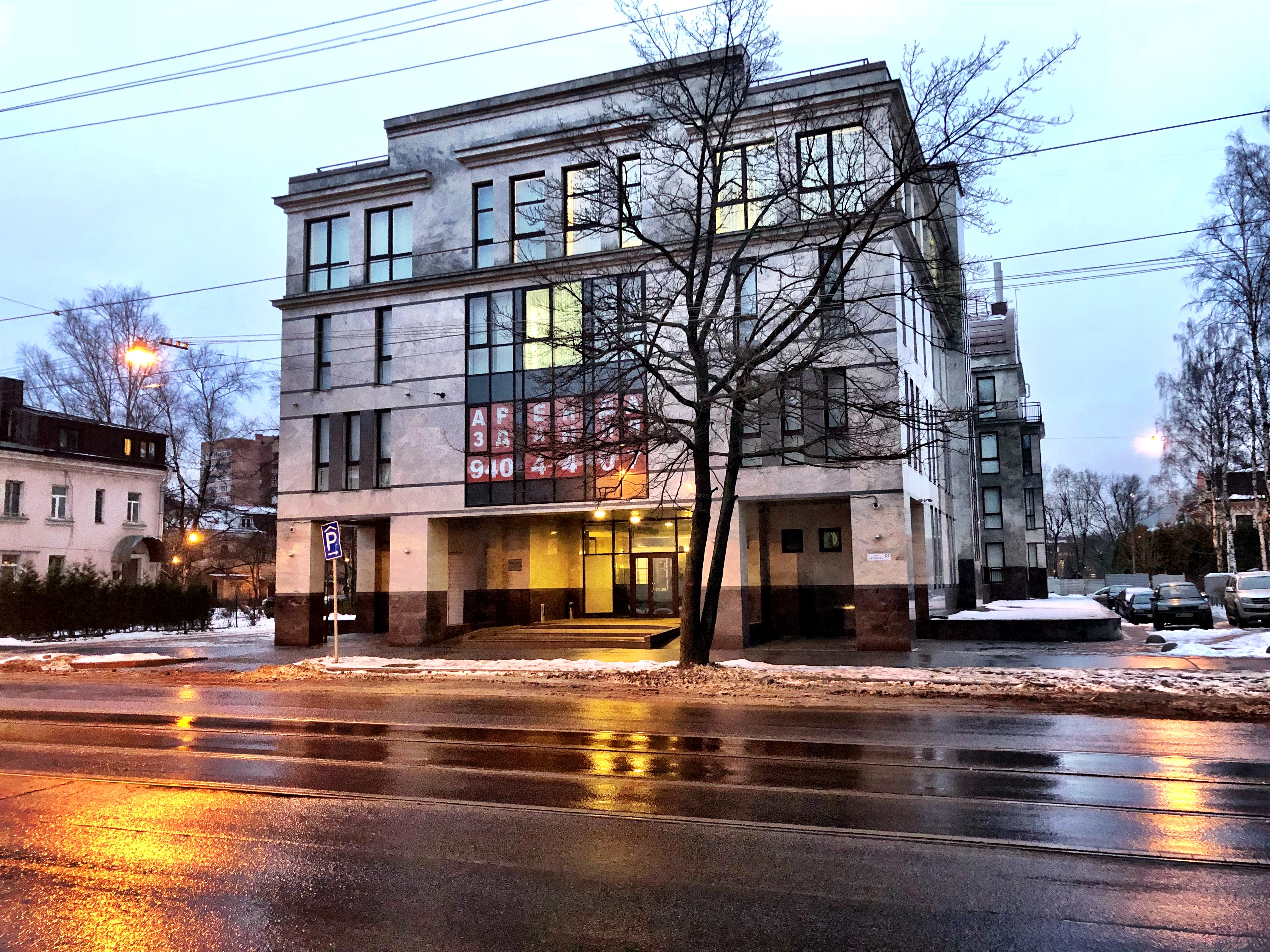
Один из бывших офисов троллей в Петербурге

В начале 2000-х годов международные опросы показали, что Россия ассоциируется у иностранцев в основном с коммунизмом, КГБ, снегом и мафией; а среди российских брендов самым узнаваемых был автомат Калашникова. Стремясь улучшить имидж страны, власти инвестировали в развитие международных новостных порталов на английском и арабском языках, проводили рекламные акции и культурные мероприятия, продвигающие русскую культуру. Но с 2004 года, по данным аналитического центра Gallup, репутация России за границей становилась всё более неблагоприятной, несмотря на увеличение финансирования. Если в 2005 году 33 % иностранных респондентов относились к России негативно, то в 2009 году — уже 53 %. Причиной этому стали, в частности, вмешательство российских властей в Оранжевую революцию, преемственный характер передачи власти и усиление авторитарного режима внутри страны.
Одним из основных источников пропаганды за рубежом с 2005 года стал телеканал Russia Today, позднее переименованный в RT. Круглосуточный глобальный новостной телеканал получил первоначальное финансирование в размере $30 миллионов и был ориентирован в основном на США, Европу, некоторые страны Азии и бывшие советские республики. Назначенная генеральным директором издания 25-летняя Маргарита Симоньян заявляла, что станция стремится противодействовать «англо-саксонскому господству». Тогда как зарубежные СМИ сравнивали новый проект с «северокорейским телевидением» или радиостанцией советских времён «Голос России».
В основном Russia Today фокусируется на российских новостях, но среди сообщений появляются дискредитирующие США и другие страны заметки. В разное время журналисты рассказывали о неудачах войны в Ираке, об агрессии грузин к безоружным осетинам. С аннексией Крыма начался особый наплыв российской дезинформации, и RT стала рупором российской власти за рубежом. СМИ неоднократно называло российское военное присутствие «силами самообороны», отрицая нахождение российских военных на полуострове. Когда президент страны признал военное присутствие в Крыму, канал резко сменил позицию и начал публиковать фотографии военных с гражданскими. Перед началом российского наступления на Украину 2022 года RT выпускал сюжеты о якобы имевшем место нацизме на Украине, о сносе памятников Великой Отечественной войны. Явный пропагандистский характер таких заявлений привёл к тому, что Управление по коммуникациям Великобритании оштрафовал канал за пропаганду и необъективность. Некоторые из фейковых новостей опровергали структуры НАТО с помощью информационных бюллетеней, интервью и видео.
В 2010-х годах российское телевидение выработало особый формат, сочетающий идеологически заряженную подачу информации с развлекательным содержанием и направленный на привлечение незаинтересованной и даже скептически настроенной аудитории. В отличие от инфотейнмента, агитейнмент использует популярные глобальные медиа-форматы (например, ток-шоу) для навязывания прогосударственной позиции. В таком формате с привлечением экспертов российская пропаганда успешно распространяет информацию не только среди русскоязычных, но и среди международной аудитории.
В американские интернет-издания российская пропаганда проникает в основном за счёт троллинга — специально нанятые люди размещают пропутинские комментарии, убеждая читателей в несостоятельности властей. Его широкое распространение зарубежные СМИ отмечают с 2012 года. Тролли обычно используют стандартные фразы и шаблоны, что подтверждает организованный порядок их работы. The Guardian назвал возможными организаторами лидеров молодёжной группы «Наши», так как в сеть попала их переписка и подтверждения платежей исполнителям. Но большинство журналистов журналистов-расследователей считает, что основное финансирование командам троллей поступает от компаний близких к Евгению Пригожину и от подрядов для Министерства обороны России.
На 2014 год было известно о рабочих группах троллей и их субподрядчиков в России, Германии, Индии и Таиланде. Они собирали информацию о поведении американцев в интернете и актуальных хештегах в Twitter; о сообществах, поддерживающих американского президента и американские ценности. Тролли также изучали реальную редакционную политику зарубежных изданий: какие высказывания допустимы на темы о политическом курсе США или о Владимире Путине. Известно, что для крупных сайтов, как например, The New York Times, The Washington Post, Huffington Post планировалось создать до 100 аккаунтов. Но американская аудитория оказалась маловосприимчива к пророссийским высказываниям, так как верила в их пропагандистский характер.
Российскую «фабрику троллей» обвиняют в разжигании внутриполитических конфликтов во время выборов президента США 2016 года. В частности, комментаторы пытались очернить кандидата в президенты США Хиллари Клинтон и снизить рейтинг Барака Обамы. Деятельность троллей и агитаторов в социальных сетях так заметна, что платформы вынуждены были вводить собственные ограничения. Так, с 2016 года «Твиттер» уведомляет пользователей о том, подвергались ли они воздействию предположительно пропагандистского контента. В 2022 году компания Meta разоблачила крупную сеть пророссийских аккаунтов, копирующих страницы таких европейских СМИ, как Der Spiegel, The Guardian и Bild, и критикующих Украину и украинских беженцев.
Также были созданы фальшивые копии ведущих израильских СМИ, таких как журнал Либерал, Walla, сайт 12 телеканала. В фейковых публикациях от имени существующих израильских журналистов критикуются Украина и США, украинцы сравниваются с палестинскими боевиками и продвигается идея отказа от помощи Украине. Публикации широко рекламируются в израильском сегменте Фейсбук.
Социальные сети также старались ограничить официальные учётные записи российских государственных СМИ, которые в условиях войны стали рупорами внешней пропаганды. Но копии этих аккаунтов на испанском, арабском и других языках продолжали работать. С усугублением российско-украинского конфликта неспособность Facebook, Twitter и даже китайского приложения TikTok ввести более строгие проверки для российских постов на разных языках начала вызывать негативную реакцию общественности.
В некоторых странах Европы российская пропаганда в целом успешнее, так как большое количество мигрантов из стран бывшего СССР предпочитает русскоязычные телепередачи. Например, в 2014 году латвийские эксперты по пропаганде, где национальные телеканалы скупали кремлёвские программы по низким ценам, отмечали: «Огромная часть нашего населения живёт в отдельной реальности, созданной российскими СМИ». Пророссийские агитаторы стремились расширить количество скептиков в политической сфере евроблока, чтобы ослабить сплочённость Европейского союза. Чтобы свести к минимуму угрозу, Европейская комиссия наращивала бюджеты на противодействие дезинформации, которые к 2019 году достигали 5 миллионов евро. Для сравнения, бюджет только подконтрольного Евгению Пригожину Агентства интернет-исследований более чем в два раза превышает бюджет всех агентств ЕС по борьбе с дезинформацией вместе взятых.
Итальянские СМИ стали российским «форпостом дезинформации» на Западе. С начала вторжения России на Украину российские политики и ведущие пропагандисты посещали студии итальянских каналов, как государственных, так и частных. Они появлялись в самых популярных интервью и ток-шоу. Итальянские каналы стали платформой для свободного выражения русского голоса, где пропагандисты являются равноправными партнёрами по обсуждению и могут высказывать пропагандистские утверждения и постепенно, даже при наличии возражений, распространять среди итальянского общества прокремлёвские тезисы. Например в интервью каналу Rete 4 Сергей Лавров практически без каких-либо контраргументов ведущего 40 минут говорил о том, что Россия хочет мира, назвал резню в Буче «фейком» и в контексте президента Зеленского вспомнил Гитлера. 5 июня пресс-секретарь МИД РФ Мария Захарова была приглашена на популярное ток-шоу No è l’arena. Она утверждала, что ведущий «разговаривал как ребёнок» и у неё сложилось впечатление, что «он прибыл на Землю за неделю до этого». Она также напомнила, что Италия, будучи частью НАТО, вошла в Ирак и разрушила Багдад, убивая людей, хотя сейчас все говорят, что армия не может войти на территорию другой страны. Она также утверждала, что США хотели только уничтожить Россию и, стремясь разорвать отношения между Россией и Европой, только навредили Западу. В итальянских шоу выступали также политолог Дмитрий Куликов, философ Александр Дугин и телеведущий Владимир Соловьёв. Последний, крича на других гостей, утверждал, что преступления, совершённые в Буче, Краматорске или Мариуполе, были инсценированы Украиной